# Havok (ソフトウェア)
Havok Physics（ハボックフィジックス）は、アイルランドのHavok社が開発した物理エンジンミドルウェアである。単にHavok（ハボック）とも呼ばれる。

## 概要
コンピュータゲーム、ビデオゲームにオブジェクトと他のキャラクターの間でリアルタイムの相互作用をもたらすために製作された物理エンジンである。ダイナミック・シミュレーションを採用することでHavokはラグドール物理のような実物そっくりな世界とアニメーションを実現する。
エンジン自体はC言語およびC++で記述されており、エンジン中枢以外についてもC言語およびC++と互換性のあるコンパイラシステムに対して十分なポータビリティ（移植性）を備えている。

## Havok社
開発会社のHavok社は当物理エンジンミドルウェアの他にも「Havok Animation Studio」「Havok AI」など、物理エンジン以外のミドルウェアもリリースしている。
2007年9月14日にインテル社に買収され、2015年10月2日にインテル社からマイクロソフト社に買収された。

## 対応プラットフォーム
Havok SDKのバージョン1.0は2000年のGame Developers Conferenceにて公開された。それ以来改良が加えられ、Havokバージョン5.0は2007年9月にリリースされた。このエンジンのソースコードはライセンス締結の後に配布され、Windows、Xbox、Xbox 360、Xbox One、ニンテンドー ゲームキューブ、Wii、Wii UおよびSwitch、ソニー・コンピュータエンタテインメントのPlayStation 2、PlayStation 3、PlayStation 4、PlayStation 5、PlayStation PortableおよびPlayStation Vita、アップルのMac OS X、そしてLinux用のソフトウェアで採用が知られている。

## 採用実績
2000年にSDKが立ち上げられて以来、150を超えるビデオゲーム、コンピュータゲームで使用されている。それらのうちで主になるのはファーストパーソン・シューティングゲーム（FPSゲーム）であり、次のような使用例がある。
- Monolith ProductionsのF.E.A.R.
- 2K MarinのBioShock2
- エレクトロニック・アーツのバトルフィールド1943

FPS以外のジャンルのものとしては次のような使用例がある。
- 任天堂のゼルダの伝説 ブレス オブ ザ ワイルド（アクションアドベンチャーゲーム）
- THQおよびRelic Entertainmentのカンパニー・オブ・ヒーローズ（リアルタイムストラテジー）[7]
- ユービーアイソフトのアサシン クリード（ステルスゲーム、アクションアドベンチャーゲーム）
- ブリザード・エンターテイメントのスタークラフト2（リアルタイムストラテジー）[8]
- 2K Gamesおよびベセスダ・ソフトワークスのThe Elder Scrolls IV: Oblivion（ロールプレイングゲーム）
- フロム・ソフトウェアのDemon's Souls（アクションロールプレイングゲーム）
- カプコンのデッドライジング2（アクションゲーム）およびロスト プラネット エクストリーム コンディション（サードパーソン・シューティングゲーム、アクションゲーム）
- エレクトロニック・アーツのDead Space 2（サードパーソン・シューティングゲーム）

- Valve CorporationのSource Engine
- オートデスク 3ds Maxに搭載されているreactorプラグイン
- オートデスク Mayaのプラグイン
- Adobe Director - Shockwaveのためのxtraプラグイン[9]
- Second Life - 2008年4月にHavokバージョン4、2014年にバージョン2011.2を導入した[10]。メタバースの中で物理エンジンにより動作するオブジェクトの作成が可能となっている。